# Armellina

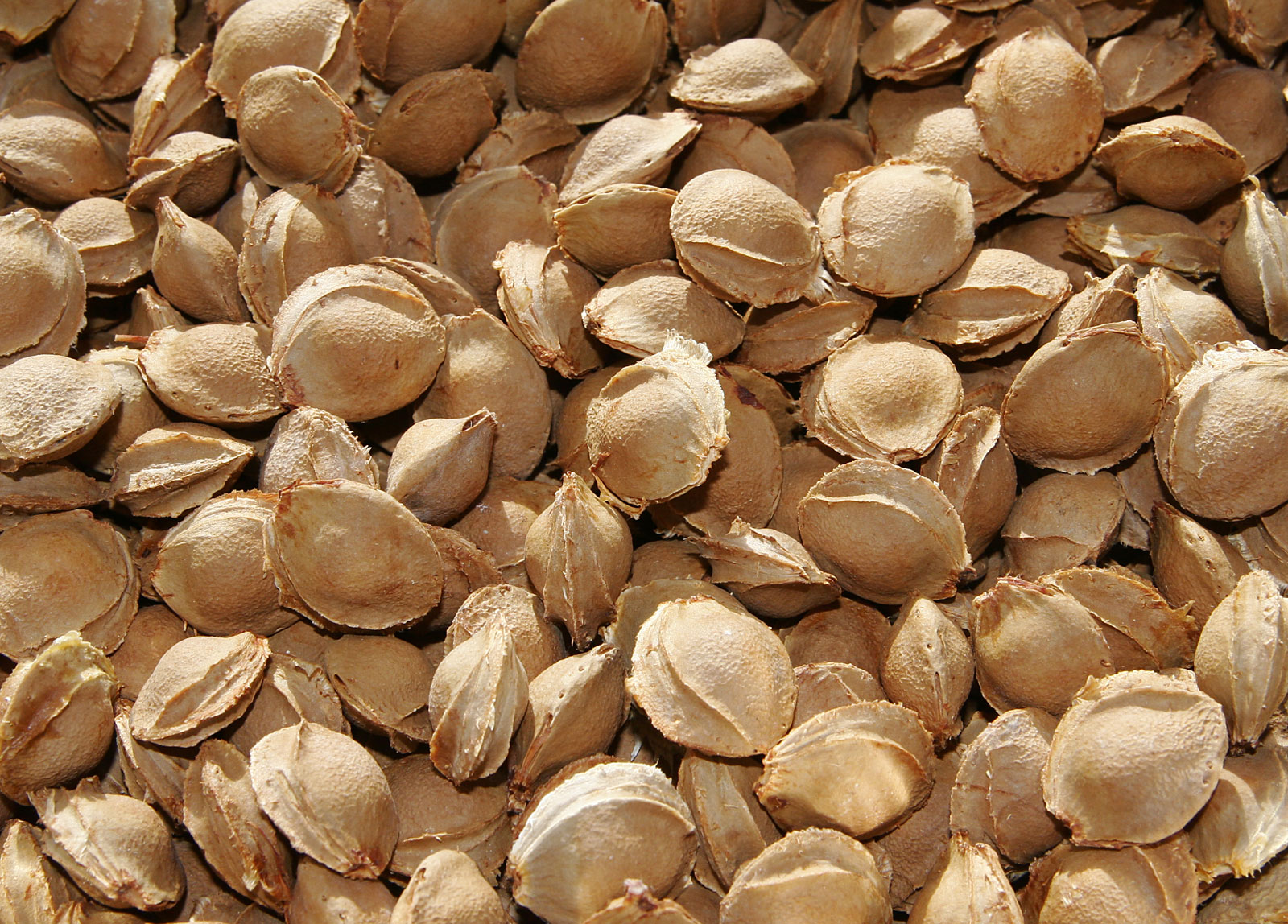
Noccioli di albicocca

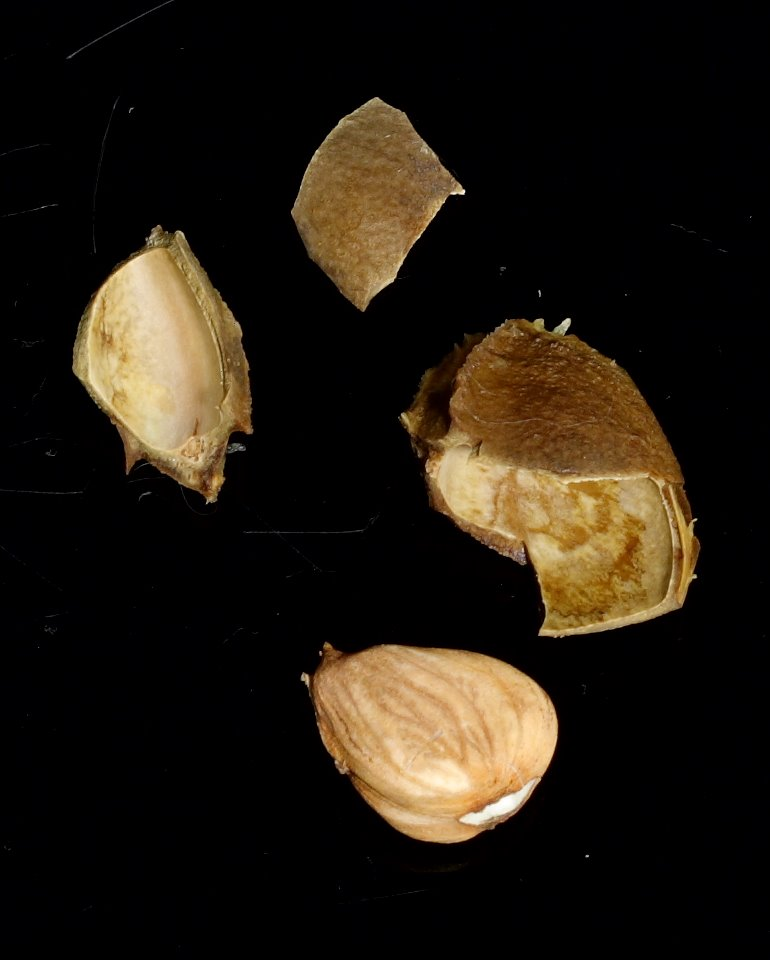
L'armellina e il nocciolo rotto di un'albicocca

Armellina, o più raramente usato al plurale armelline, è il seme all'interno del nocciolo dell'albicocca e della pesca. Solo le armelline di albicocca vengono usate in gastronomia per il loro sapore amarognolo.

## Etimologia
Il suo nome deriva dai dialetti veneti (in veneziano armellino significa ‘albicocca’) per tramite del greco, poiché l'albero da frutto è tipico dell'Armenia. Il nome popolare ha ispirato anche Linneo nell'assegnare il nome scientifico dell'albero, Prunus armeniaca.

## Caratteristiche
Le armelline hanno usualmente un retrogusto gradevolmente amarognolo e vengono usate in pasticceria come essenza, come ingrediente negli amaretti, in sciroppi o liquori e in generale in abbinamento alle mandorle dolci per renderne più interessante il gusto.
Tuttavia il loro consumo viene limitato ad un uso aromatico poiché, come le foglie e i fiori dell'albicocco, contengono amigdalina che per idrolisi forma acido cianidrico che, ad alte dosi, risulterebbe altamente tossico. Sebbene nel tessuto delle piante questa sostanza sia presente in percentuali molto basse e non pericolose, le armelline vanno mangiate con parsimonia ed è sconsigliabile farle mangiare ai bambini.